# Josip Mlakić
Josip Mlakić (Bugojno, 25. siječnja 1964.), hrvatski književnik, scenarist i kolumnist iz Bosne i Hercegovine. Dopisni je član HAZU-a.

## Životopis
Rođen je 1964. godine u Bugojnu. Gimnaziju je završio u Uskoplju, a u Sarajevu je diplomirao na Strojarskom fakultetu te je po zanimanju strojarski inženjer. Prvo objavljeno djelo mu je zbirka priča Puževa kućica iz 1997. godine u izdanju Hrvatske uzdanice. Na natječaju malog izdavača Faust Vrančić 2000. zahvaljujući dobrim ocjenama i kritikama izdan mu je prvi roman pod naslovom Kad magle stanu. Drugi roman Živi i mrtvi izdan je 2002. godine. Za ovaj roman nagrađen je VBZ-ovom književnom nagradom koja je tada dodijeljena prvi put. Za isti roman 2003. godine dobiva nagradu Ksaver Šandor Gjalski i nagradu Zrinski.
Za roman Tragom zmijske košuljice nagrađen je godišnjom stipendijom Ministarstva kulture RH, te nagradama Ivan Goran Kovačić i Kočićevo pero za 2007. godinu. Godine 2014. dobio je državnu nagradu Vladimir Nazor za roman Svježe obojeno. Nagradu za najbolji domaći kriminalistički roman dobio je za romane Božji gnjev iz 2014. i Crni gavran i bijele vrane iz 2018. godine. Za roman Skica u ledu dobio je nagrade fra Martin Nedić i Mirko Kovač za 2018. godinu.
Po nagrađivanom romanu Živi i mrtvi je snimljen istoimeni film za kojeg je Mlakić napisao scenarij, koji je 2007. nagrađen s osam Zlatnih arena na 54. Festivalu igranog filma u Puli. Također je napisao scenarij za nagrađivani film Tu redatelja Zrinka Ogreste. Za Branka Ištvančića napisao je scenarije prema romanima Čuvari mostova (Most na kraju svijeta) i Kad magle stanu. U Ištvančićevoj režiji snimljen je i kratki film prema Mlakićevoj priči Ponoćno sivo. Napisao je scenarij za film Imena višnje redatelja Branka Schmidta za koji je dobio Zlatnu arenu na 62. Pulskom filmskom festivalu održanom 2015. godine. Prema njegovom romanu i scenariju snimljen je film Mrtve ribe redatelja Kristijana Milića u kojem je zabilježio manju ulogu kao odvjetnik. Prema istom romanu rađena je istoimena kazališna predstava koja je premijerno izvedena 23. rujna 2016. na Velikoj sceni Narodnog pozorišta Mostar.
Godine 2023. po njegovom scenariju snimljen je film Stigme, redatelja Zdenka Jurilja, te Film Božji gnjev, Mlakićeva treća suradnja s redateljem Milićem. Napisao je scenarije za dokumentarne filmove Putevi duhana, Ljudi koji su sadili drveće i Putevi kave.
Prema vlastitom scenariju režirao je dokumentarni film O ljudima i šumama koji je premijerno prikazan na 25. MFF-u.
Niz godina piše kolumne u kojima tematizira društveno-politička zbivanja, najprije za zagrebački tjednik Express, a potom i mostarski portal Bljesak.
Romani su mu prevođeni na njemački i slovenski jezik.

## Djela
- Puževa kućica, zbirka priča (1997.),
- Kad magle stanu, roman (2000.),
- Živi i mrtvi, roman (2002.),
- Odraz u vodi, zbirka priča (2002.),
- Obiteljska slika, zbirka priča (2002.).
- Ponoćno sivo, zbirka priča (2004.).
- Oči androida, poezija (2004.).
- Psi i klaunovi, roman (2006.),
- Tragom zmijske košuljice, roman (2007.)[17][18][19][20][21]
- Čuvari mostova, roman (2007.)
- Ljudi koji su sadili drveće, roman (2010.).
- Planet Friedman, roman (2013.)
- Božji gnjev, roman (2014.)
- Svježe obojeno, roman (2014.)[22]
- Majstorović i Margarita, roman (2016.)
- Bezdan, roman (2016.)
- Crni gavran i bijele vrane, roman (2018.)[23]
- Skica u ledu, roman (2018.)[24]
- Evanđelje po Barabi, roman (2019.)[25]
- O zlatu, ljudima i psima, roman (2020.) [26]
- Na Vrbasu tekija, roman (2021.)
- Druga Noina arka, roman (2022.)
- Izgaranje, roman (2023.)[13]

## Vanjske poveznice
- Josip Mlakić, Kako ubiti zmiju, Sarajevske sveske 13/2006.
- Josip Mlakić, Na Vrbasu tekija (2019.; ulomci: VII. poglavlje, XIII. i XIV. poglavlje)
- Josip Mlakić, strane.ba
- Josip Mlakić, Hrvatsko društvo pisaca
- Mlakić, Josip Hrvatska enciklopedija
- Josip Mlakić u internetskoj bazi filmova IMDb-u (engl.)
- Josip Mlakić na fraktura.hr